# Integryzm
Integryzm (z łaciny integer – nietknięty, cały) – zachowawczy nurt w katolicyzmie, niechętny procesom modernizacyjnym w Europie w II poł. XIX w., mający na celu obronę tradycyjnej dogmatyki i nauczania Kościoła katolickiego.

## Charakterystyka
Integryzm oznacza postawę przeciwną osłabianiu tzw. tradycji katolickiej (depositum fidei) oraz dostosowywaniu prawd wiary i (propagowanego przez modernistów) sposobu ich nauczania dostosowanego do okoliczności wynikłych z laicyzacji świata współczesnego, dokonanej w wyniku przyjęcia zasady rozdziału państwa od Kościoła. Termin oznacza też działania i poglądy tych środowisk katolickich, które bronią postaw tradycjonalistycznych, w szczególności wyrażonych w naukach papieży: bł. Piusa IX i św. Piusa X.
Integryzm wywodzi się z ultramontanizmu i został zapoczątkowany przez Piusa IX, który opublikował encyklikę Quanta cura (8 XII 1864). Do encykliki został dołączony Syllabus Errorum, czyli zbiór najważniejszych błędów, jakie popełniali katolicy aprobujący liberalizm.
Rozwój modernizmu przyczynił się do ożywienia nurtu. Wyrazem tego była publikacja dekretu wydanego przez Święte Oficjum pod nazwą Lamentabili sane exitu (1907), gdzie napiętnowano modernistyczne twierdzenia. Niebawem Pius X opublikował encyklikę Pascendi Dominici Gregis (8 IX 1907), gdzie w syntetyczny sposób potępił modernistyczne błędy. Nadto w 1910 wprowadzono przysięgę antymodernistyczną.
W II poł. XX w. pojęcia integryzm zaczęto używać w negatywnym kontekście i jest ono traktowane jako synonim fundamentalizmu religijnego.